# عبد اللطيف المنديل
عبد اللطيف باشا المنديل الدوسري  (1868 - 2 كانون الأول 1940) سياسي وتاجر عراقي، وهو عبد اللطيف بن إبراهيم بن منديل من أسرة الفوزان، الذين يرجعون في نسبهم للبدارين الدواسر من مدينة جلاجل إقليم سدير في نجد شمال الرياض، ولقد نزح والده من سدير إلى الزبير في عام 1837م، حيث أمتهن التجارة بين البصرة وبغداد والهند، وبنى للنازحين من عشيرتهِ داراً للضيافة وأقام لأسرته مكانة اجتماعيةً مرموقة في جنوب العراق، واكتسب أحد أبنائه الستة يوسف باشا لقب الباشوية في عهد الدولة العثمانية ثم حاز عبد اللطيف على اللقب في أعقاب نجاحه بترتيب المحادثات بين عبد العزيز آل سعود والأتراك بعد انضمام الأحساء إلى حكم آل سعود عام 1913م.
كان لوالد عبد اللطيف صلة وثيقة بالملك عبد العزيز بوصفه أبرز معتمديه في ولاية البصرة، وأهم ممثليه مع الأتراك والإنجليز إبّان فترة توحيد المملكة العربية السعودية للفترة 1902 - 1932م، وكذلك كان لهُ دور سياسي في ولاية البصرة من خلال الاتصالات التي كان يُجريها مع الأتراك ثم الإنجليز وكيلا عن السلطان عبد العزيز.

## الولادة والنشأة
ولد عبد اللطيف في عام 1868م، في مدينة الزبير حيث نزح أبوه إليها من نجد وحصلت العائلة على مكانة رفيعة في البصرة وحققت ثروة كبيرة، وأصبح أبناء المنديل من أعيان البصرة، وقد درس على أساتذة خصوصيّين ثم عمل في تجارة والدهِ وزراعته، وأصبح وكيلاً للسلطان عبد العزيز (سلطان نجد في وقتها) بعد وفاة شقيقه عبد الوهاب الذي كان يقوم بها منذ عهد عبد الرحمن (والد عبد العزيز).

## علاقاته السياسية
كانت علاقة المنديل امتداداً لعلاقات عائلية قديمة منذ كان جده الأكبر سويّد أميراً لجلاجل أيام حكم فيصل بن تركي. يُروى أنه حينما كان وكيلاً للملك عبد العزيز كتب إليهِ الملك أثناء دخوله الأحساء في عام 1913م، قائلاً: (إذا سألك الترك فقل لهم إني عثماني)، وأشار عليه بذلك خشية أن ينالهُ ضرر لكن المنديل لم يعمل بإشارة موكّله فلم ينكر للترك أنه نجدي ولم يُخفِ كونه وكيلاً للملك عبد العزيز وقال للأتراك: (لقد جهلتم قدر هذا الرجل وها هو يعرّفكم بنفسه).
حضر المنديل مؤتمر الصبيحة في جنوب الكويت الذي أسفر عن تحييد الأتراك، واعترافهم بسيادة السلطان عبد العزيز في الأحساء، ولما بدأ السلطان عبد العزيز وضع أسس الدولة السعودية الحديثة وقواعدها إستقر المنديل في ميناء العقير لتطويرهِ وتنظيم شؤون الكمارك، ومن مظاهر صحبتهِ لآل سعود أنهُ أطلق في عام 1934م اسم السعودية على أحد الأحياء التي تقع على ضفاف شط العرب في البصرة، ولقد دأب المنديل على تشجيع المشروعات الثقافية والخيرية ودعمها بالمال فمنحته الدولة العثمانية رتبة الباشوية في عام 1913م.
كان لهُ دور كبير في سياسة العراق وولاية البصرة حيث صار خلال العهد العثماني عضواً في مجلس ولاية البصرة وملحقاتها ثم عضواً في مجلس الأشراف خلال فترة الاحتلال البريطاني للعراق 1914 - 1919م، ومن أهم منجزاته سعيهِ في تزويد مدينة البصرة بالكهرباء ومياه الشرب النقيّة حيث أسس في البصرة أول مشروع لإسالة المياه في العراق، وإصلاح وسائل الزراعة وتنشيط التجارة فيها وإعمار المدينة.

## الوظائف والاعمال
عُيّن عبد اللطيف المنديل وزيراً للتجارة في أول وزارة عراقية برئاسة السيد عبد الرحمن النقيب في عام 1920م، وثاني وزارة في 12 أيلول 1921م، لكنه استقال من أجل العناية بأمورهِ الخاصة ثم عيّن وزيراً للأوقاف في وزارة عبد المحسن السعدون الثانية في تشرين الثاني 1922م، وانتخب لعضوية المجلس التأسيسي عام 1924م عن البصرة، ثم أصبح عضواً في مجلس الأعيان في سنة 1929م، واستقال في عام 1934م، ليتفرغ لإدارة شؤونهِ الخاصة.
كان للملك فيصل الأول موقف من المنديل بحكم تعاطفه مع الملك عبد العزيز وولائه المزدوج العلني لهُ وقد اضطر المنديل بسبب ذلك الموقف لعدم الاستمرار بآخر منصب وزاري تقلّده مما نتج عن ذلك سقوط الوزارة بأكملها.

## قيل عنه
- قال عنه أمين الريحاني في كتابهِ ملوك العرب في الجزء الثاني: (هو حر الكلمة سديد الرأي مخلص الودّ لآل سعود وخصوصاً للسلطان عبد العزيز ومخلص العمل لوطنهِ الثاني العراق)، ووصفهُ في صفحةٍ أخرى أنه (صديق السلطان الحميم ووكيلهُ في العراق وهو نجدي الأصل عراقي الإقامة ولا يزال للبداوة أثر في حديثهِ وفي سلوكهِ الحر).
- وصفته مس بيل في إحدى رسائلها قائلة: (لهُ الملامح الدقيقة البديعة التي يتسم بها العرب من قلب الجزيرة العربية ولعلهُ أقوى شخصية في البلد (البصرة) بعد ذهاب السيد طالب النقيب وهو تاجر كبير)، والمعروف أن غيرترود بيل كانت باحثة وعالمة آثار بريطانية ومستشارة المندوب السامي بيرسي كوكس في عقد العشرينات.
- كتب يعقوب الإبراهيم مقالاً وصف فيه القصر الشهير ببيت الباشا الواقع على ضفاف شط العرب في البصرة وهو القصر الذي بناه عبد اللطيف المنديل عام 1925م، والذي توفي فيهِ ذاكراً أنه يعتبر تحفة معمارية، وواصفاً تفاصيلهُ التي جعلته يقف عبر العقود شاهداً على طابع التراث العمراني لمنازل البصرة القديمة حيث يمتزج فيها الفن الهندي والفارسي والتركي (متمثّلاً بالشناشل الخارجية والطارمات) والأوروبي من الداخل (بالكاشان والبورسلان والزجاج المعشّق).

## وفاته
أصيب بأمراض الشيخوخة وساءت أحواله الصحية ثم أصيب بالشلل فتوفي في 2 كانون الأول 1940م، ودفن بمقبرة الحسن البصري في مسقط رأسه الزبير، وقد أطلقت العاصمة السعودية الرياض اسمه على أحد شوارعها عرفاناً بوفائه للملك المؤسس وبمكانته لديه.